# (4450) Pan
(4450) Pan ist ein marsbahnkreuzender Apolloasteroid. Außerdem kreuzt er die Bahnen von Venus und Erde. Er wurde am 25. September 1987 von C. S. und E. M. Shoemaker  entdeckt.
Er ist nach dem griechischen Hirtengott Pan benannt.